# Israeliska förstaligan (volleyboll, damer)
Israeliska förstaligan är den högsta serien i volleyboll för damer i Israel och är därför också den som utser de israeliska mästarna i volleyboll. Serien organiseras av Israels volleybollförbund. 

## Resultat per år[1][2]
| Säsong                    | Podium                 | Podium               | Podium              |
| Mästare                   | Tvåa                   | Trea                 |                     |
| ------------------------- | ---------------------- | -------------------- | ------------------- |
| 1960-1961 mer information | Hapoel Ein Shemer      |                      |                     |
| 1961-1962 mer information | Hapoel Na'an           | Hapoel Ein Shemer    |                     |
| 1962-1963 mer information | Hapoel Ein Hamifratz   |                      |                     |
| 1963-1964 mer information | Hapoel Ein Hamifratz   | Hapoel Ein Shemer    |                     |
| 1964-1965 mer information | Hapoel Ein Hamifratz   |                      |                     |
| 1965-1966 mer information | Hapoel Hampil          |                      |                     |
| 1966-1967 mer information | Hapoel Hampil          |                      |                     |
| 1967-1968 mer information | Hapoel Hampil          |                      |                     |
| 1968-1969 mer information | Hapoel Hampil          | Hapoel Ein Hamifratz |                     |
| 1969-1970 mer information | Hapoel Hampil          |                      |                     |
| 1970-1971 mer information | Hapoel Ein Hamifratz   |                      |                     |
| 1971-1972 mer information | Hapoel Hampil          |                      |                     |
| 1972-1973 mer information | Hapoel Hampil          |                      |                     |
| 1973-1974 mer information | Hapoel Haogen          |                      |                     |
| 1974-1975 mer information | Hapoel Na'an           |                      |                     |
| 1975-1976 mer information | Hapoel Na'an           | Hapoel Merhavia      |                     |
| 1976-1977 mer information | Hapoel Na'an           |                      |                     |
| 1977-1978 mer information | Hapoel Merhavia        |                      |                     |
| 1978-1979 mer information | Hapoel Na'an           | Hapoel Merhavia      |                     |
| 1979-1980 mer information | Hapoel Merhavia        |                      |                     |
| 1980-1981 mer information | Hapoel Merhavia        |                      |                     |
| 1981-1982 mer information | Hapoel Merhavia        |                      |                     |
| 1982-1983 mer information | Hapoel Na'an           | Hapoel Ironi Bat Yam |                     |
| 1983-1984 mer information | Hapoel Na'an           | Hapoel Ironi Bat Yam |                     |
| 1984-1985 mer information | Hapoel Na'an           | Hapoel Ironi Bat Yam |                     |
| 1985-1986 mer information | Hapoel Na'an           |                      |                     |
| 1986-1987 mer information | Hapoel Ironi Bat Yam   |                      |                     |
| 1987-1988 mer information | Hapoel Ironi Bat Yam   |                      |                     |
| 1988-1989 mer information | Hapoel Mate-Asher      |                      |                     |
| 1989-1990 mer information | Hapoel Mate-Asher      |                      |                     |
| 1990-1991 mer information | Hapoel Ironi Bat Yam   |                      |                     |
| 1991-1992 mer information | Hapoel Mate-Asher      |                      |                     |
| 1992-1993 mer information | Hapoel Mate-Asher      |                      |                     |
| 1993-1994 mer information | Hapoel Mate-Asher      |                      |                     |
| 1994-1995 mer information | Hapoel Mate-Asher      |                      |                     |
| 1995-1996 mer information | Hakiryatim Kiryat Haim |                      |                     |
| 1996-1997 mer information | Maccabi Hadera         |                      |                     |
| 1997-1998 mer information | Hakiryatim Kiryat Haim |                      |                     |
| 1998-1999 mer information | Hakiryatim Kiryat Haim | Hapoël Kiryat Ata    |                     |
| 1999-2000 mer information | Hapoël Kiryat Ata      |                      |                     |
| 2000-2001 mer information | Hapoël Kiryat Ata      |                      |                     |
| 2001-2002 mer information | Hapoël Kiryat Ata      |                      |                     |
| 2002-2003 mer information | Hapoël Kiryat Ata      |                      |                     |
| 2003-2004 mer information | Hapoël Kiryat Ata      |                      |                     |
| 2004-2005 mer information | Maccabi Raanana        |                      |                     |
| 2005-2006 mer information | Hapoël Kiryat Ata      |                      |                     |
| 2006-2007 mer information | Hapoël Kiryat Ata      | Maccabi Raanana      |                     |
| 2007-2008 mer information | Hapoël Kiryat Ata      | Maccabi Raanana      |                     |
| 2008-2009 mer information | Maccabi Raanana        | Hapoël Kiryat Ata    |                     |
| 2009-2010 mer information | Hapoël Kiryat Ata      | Maccabi Raanana      |                     |
| 2010-2011 mer information | Maccabi Raanana        | Maccabi XT Haifa     | Hapoel Kfar Saba    |
| 2011-2012 mer information | Hapoel Kfar Saba       |                      |                     |
| 2012-2013 mer information | Hapoël Kiryat Ata      | Hapoel Kfar Saba     | Maccabi XT Haifa    |
| 2013-2014 mer information | Hapoël Kiryat Ata      | Hapoel Kfar Saba     | Maccabi XT Haifa    |
| 2014-2015 mer information | Hapoel Kfar Saba       | Maccabi XT Haifa     | Maccabi Even Yhooda |
| 2015-2016 mer information | Maccabi XT Haifa       | Hapoel Kfar Saba     | Hapoël Kiryat Ata   |
| 2016-2017 mer information | Hapoel Kfar Saba       | Maccabi XT Haifa     | KK Tel Aviv         |
| 2017-2018 mer information | Maccabi XT Haifa       | Hapoël Kiryat Ata    | Hapoel Kfar Saba    |
| 2018-2019 mer information | Maccabi XT Haifa       | Hapoel Kfar Saba     | KK Tel Aviv         |
| 2019-2020 mer information | Hapoel Kfar Saba       | Hapoël Kiryat Ata    | Maccabi Ashdod      |
| 2020-2021 mer information | Hapoel Kfar Saba       | Hapoël Kiryat Ata    | Maccabi Hadera      |
| 2021-2022 mer information | Maccabi XT Haifa       | Hapoel Kfar Saba     | Hapoël Kiryat Ata   |
| 2022-2023 mer information | Hapoel Kfar Saba       | Maccabi XT Haifa     | Maccabi Ashdod      |